# Bonka Circus
Bonka Circus is een Belgisch productiehuis en managementbureau dat in 2010 opgericht werd door Vincent Kompany en Klaas Gaublomme. Bonka Circus is vooral gekend als producent van het programma Iedereen Duivel. Daarnaast behartigt het de belangen van verschillende bekende personen, zoals Vincent Kompany,  Hugo Matthysen, Ronny Mosuse en Jasper Erkens.
Het bedrijf werd op 16 september 2010 opgericht door Vincent Kompany en Klaas Gaublomme onder de naam VKG Management. Op 24 mei 2012 wijzigde de vennootschap haar naam in "Bonkers". Op 13 november 2012 is de naam "Bonka Circus" aangenomen.
Op 20 juni 2024 kondigden Hotel Hungaria en Bonka Circus hun fusieplannen aan. De bedrijven fuseren tot Hotel Bonka en zetten hun activiteiten vanuit het hoofdkwartier van Hotel Hungaria in Veltem verder. Hotel Bonka zal zich blijven richten op communicatie en entertainment, met 75 voltijdse medewerkers en een gecombineerde omzet van 18 miljoen euro.

## Commotie
In de discussies over het financieel beleid van de Koninklijke Belgische Voetbalbond in januari kwam Bonka Circus ook ter sprake. Er waren beschuldigingen dat het bedrijf 200.000 euro meer aanrekende aan de Koninklijke Belgische Voetbalbond dan oorspronkelijk afgesproken. Bonka Circus stelde echter altijd volgens het boekje gewerkt te hebben.

## Tv-producties
- Iedereen Duivel, één
- Everyday Football, Belgacom tv
- De Schuur van Scheire, één
- Zingaburia, Ketnet